# Mesogenea varians
Mesogenea varians là một loài bướm đêm trong họ Noctuidae.